# Головна страва

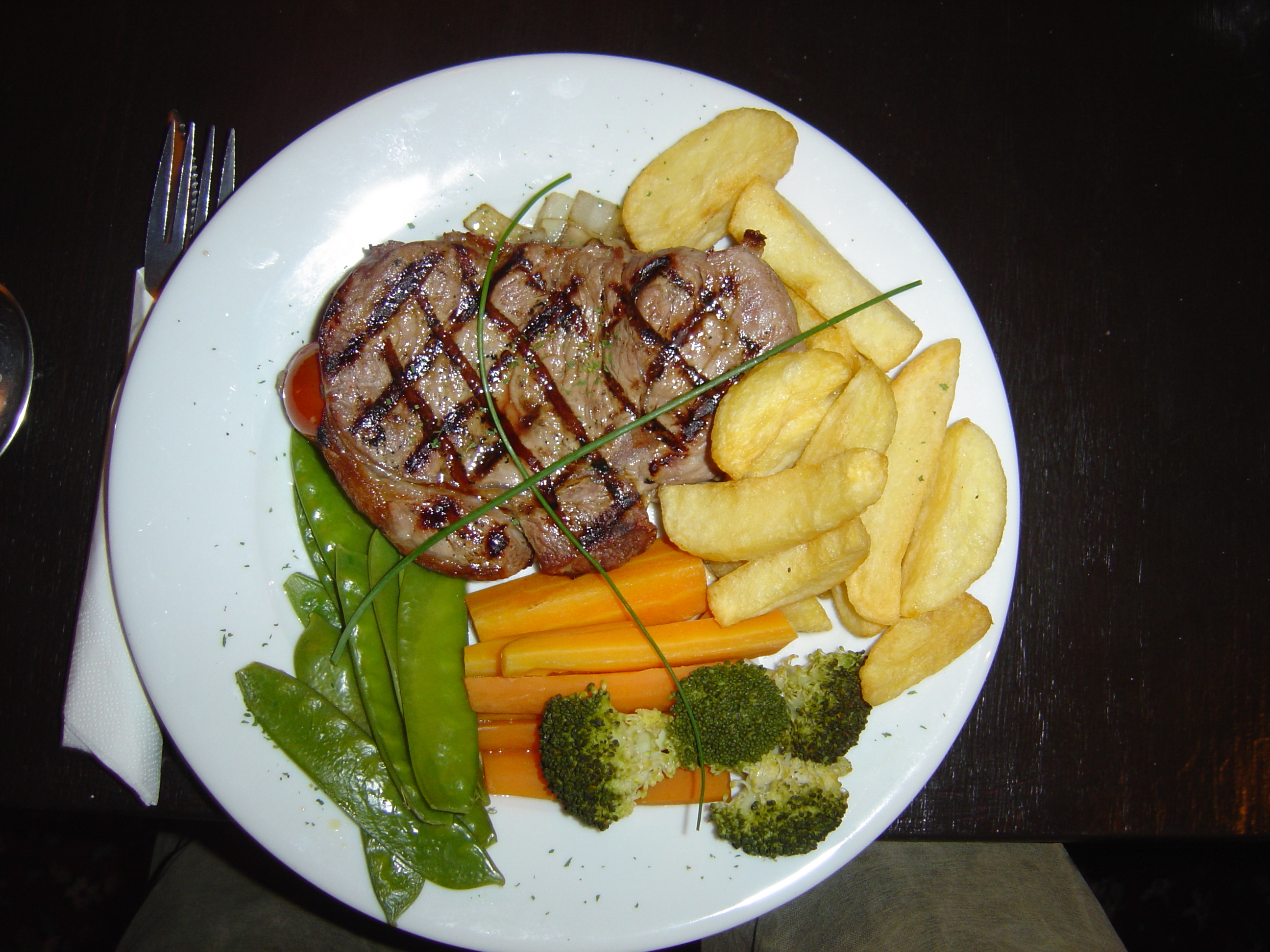
Обід з біфштексом з філе. Біфштекс тут як окрема головна страва

Головна страва — основна страва, що подається під час прийому їжі, що складається з декількох страв. Як правило, вона йде за антре (entrée).
Головна страва зазвичай найважча, гаряча та найскладніша страва в меню. Основними інгредієнтами є м'ясо або риба. Іноді у вегетаріанських стравах, у головній страві намагаються імітувати м'ясні страви. Головній страві передує закуска, суп і (або) салат, а після нього — десерт. З цих причин, головну страву іноді називають «м'ясною стравою».
На офіційних обідах, добре спланована головна страва може представляти гастрономічну вершину або кульмінацію. У такому випадку, попередні страви готують і ведуть до основної страви таким чином, що головна страва передзахоплюється, і, при вдалій схемі прийому їжі, збільшує задоволення й насолоду від обіду. Страви, які йдуть за головною стравою, заспокоюють смакові відчуття й шлунок.